# Zdymadlo Hadík
Hadík je již neprovozované zdymadlo na středním Labi, vybudované jako první nad soutokem s Vltavou v původním říčním kilometru 2,165. Nachází se v katastrálním území Mělník, pod jeho částí Rousovice. Dokončeno bylo roku 1911 jako první součást záměru splavnění středního Labe, daného vodocestným zákonem z roku 1901.

## Popis původního stavu
Součástí zdymadla byly:

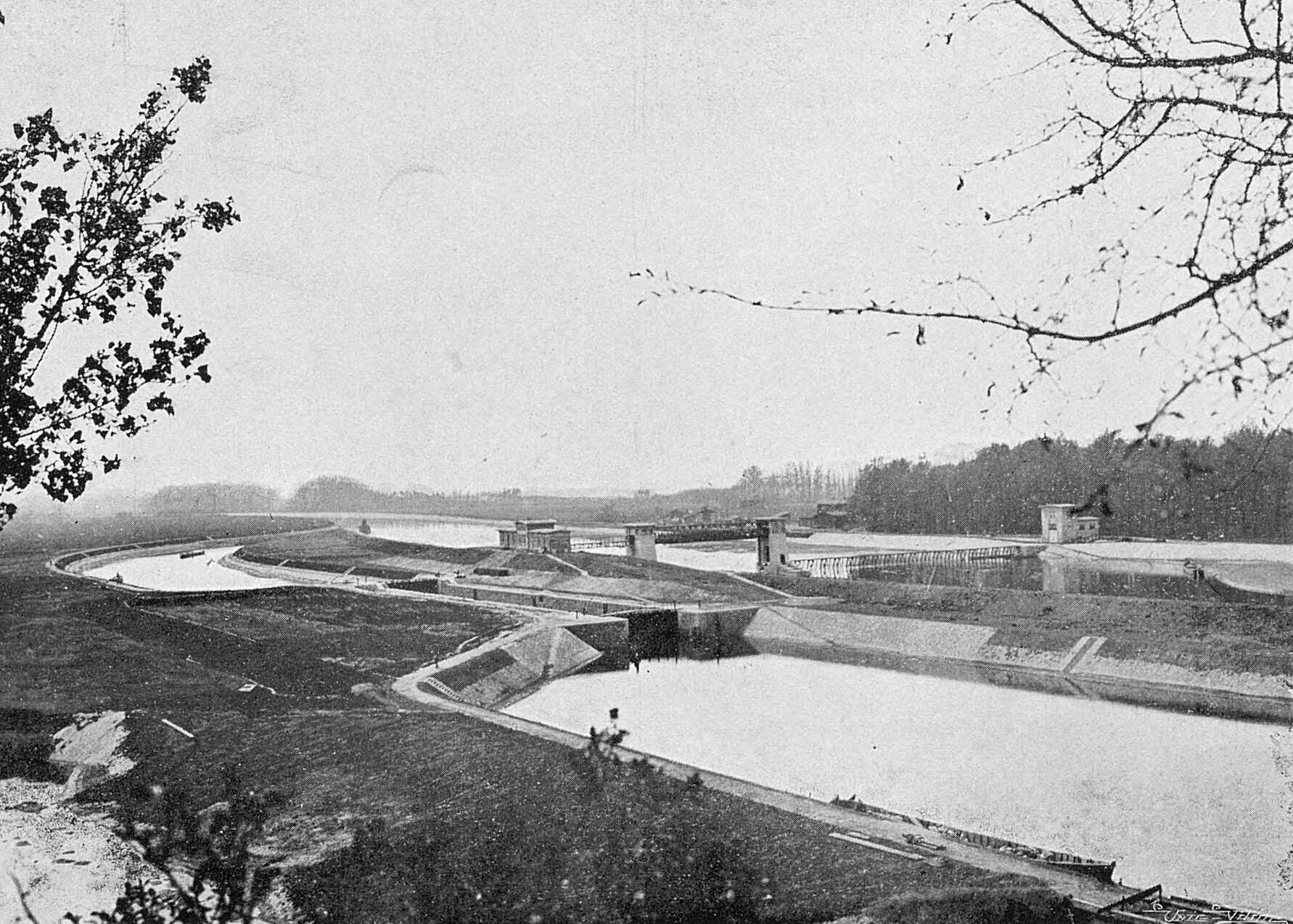
Celkový pohled v roce 1913

- Jez o třech polích, z nichž dvě byla hrazena svislými hradidly podpíranými slupicemi (hradlový jez) a levé pole bylo hrazeno deskovými hradidly připevněnými na zvedacím hradidlovém mostě. Toto pole při vyšších průtocích sloužilo k plavbě, přičemž hradidlový most byl zvednut nad plavební profil. Jez je uváděn mezi technickými díly architekta Františka Roitha.
- Plavební komora – stála (a stále stojí) na pravém břehu v samostatném průplavu. Má užitné rozměry stejné jako menší z první generace plavebních komor na dolním Labi a částečně i dolní Vltavě, tedy 73 × 11 metrů, s hloubku 2,5 metru, pro lodě o nosnosti 600 až 800 tun, dle současné klasifikace odpovídající vodní cestě třídy III.

## Současný stav
Zdymadlo sloužilo plavbě do 70. let 20. století, kdy bylo při úpravách středního Labe pro zahájení přepravy energetického uhlí do Elektrárny Chvaletice rozhodnuto o jeho zrušení a soustředění spádu na novém zdymadle Obříství. Důvodem byly jak nevyhovující parametry plavební komory (od 20. let nad zdymadlem Obříství mají rozměry 85 × 12 metrů), zastaralá technologie hradlového jezu, tak zřejmě i malá délka zdrže (kolem 4 km).
Během rušení zdymadla byly odstraněny všechny části jezu zasahující do řeky a celá bývalá zdrž byla pomocí prohrábek prohloubena až na hydrostatickou hladinu jezu zdymadla Dolní Beřkovice pod Mělníkem, čímž se jeho zdrž prodloužila až k novému zdymadlu Obříství (i v současnosti je zahloubení řeky pod zdymadlem Obříství jasně patrné). Horní plavební kanál byl oddělen od řeky sypanou hrází a horní ohlaví před vraty plavební komory bylo zabetonováno.
Do dnešních dnů zůstávají zachovány oba krajní jezové pilíře na březích řeky, dolní plavební kanál, který slouží jako lodní útulek, a především původní plavební komora. Ačkoliv z jedné strany zabetonovaná, je stále přístupná z lodního útulku a po zahrazení a odčerpání vody slouží dnes jako suchý dok pro opravu velkých plavidel a menších nákladních lodí.
Celek je uváděn jako „přístav Hadík se suchým dokem“ v současném řkm 839,17.

## Galerie

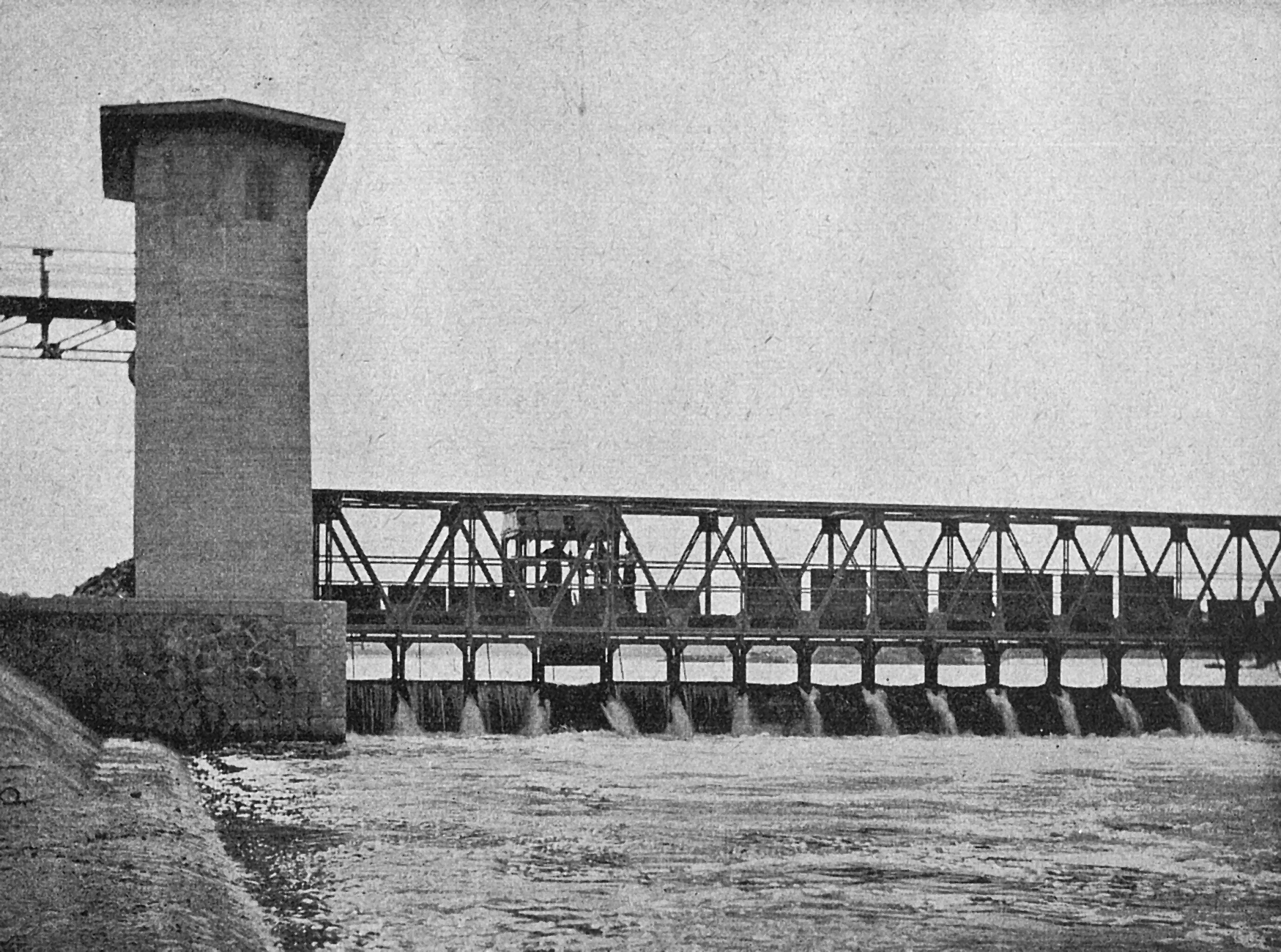
Jez v roce 1912
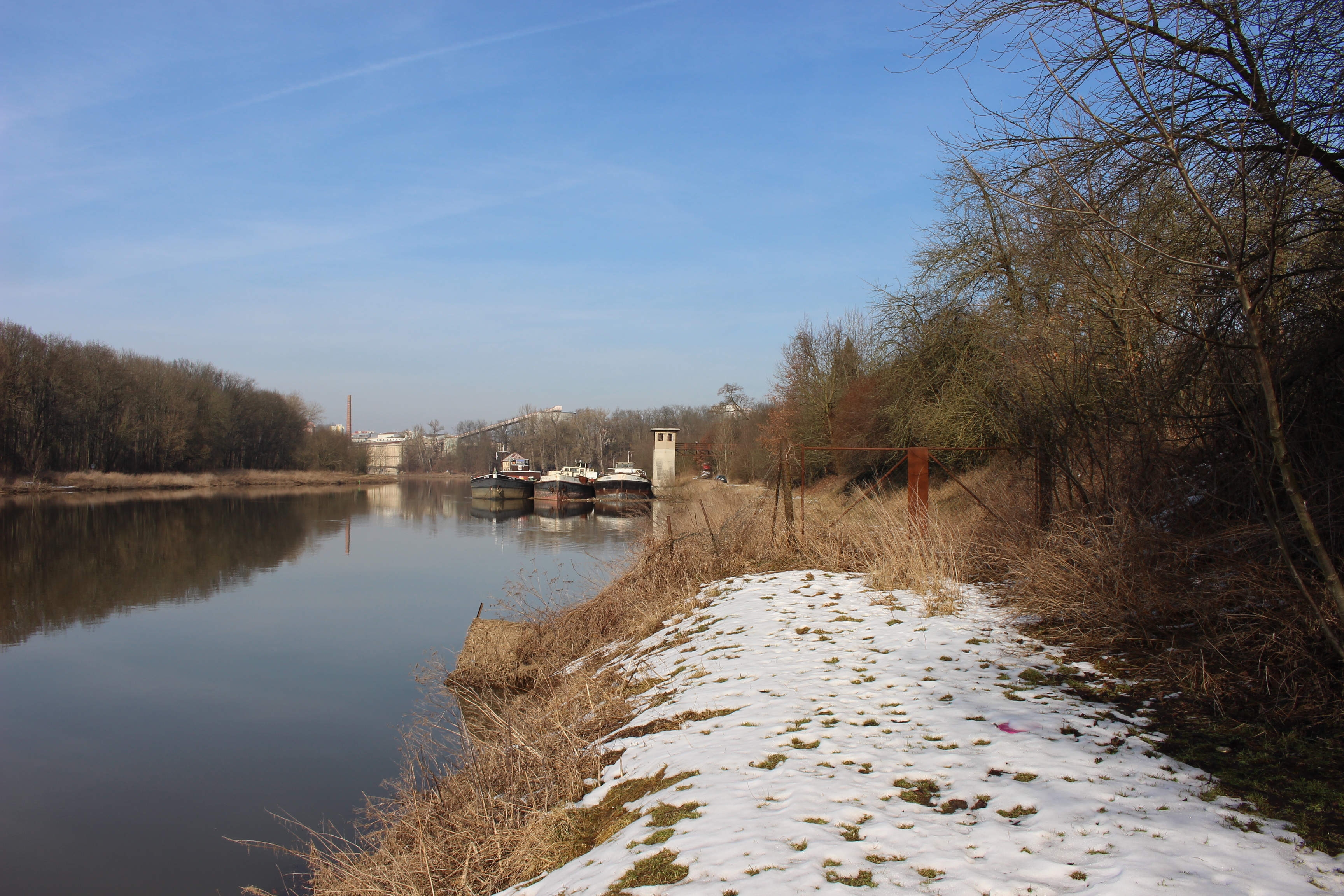
Lodě na Labi u jezového pilíře
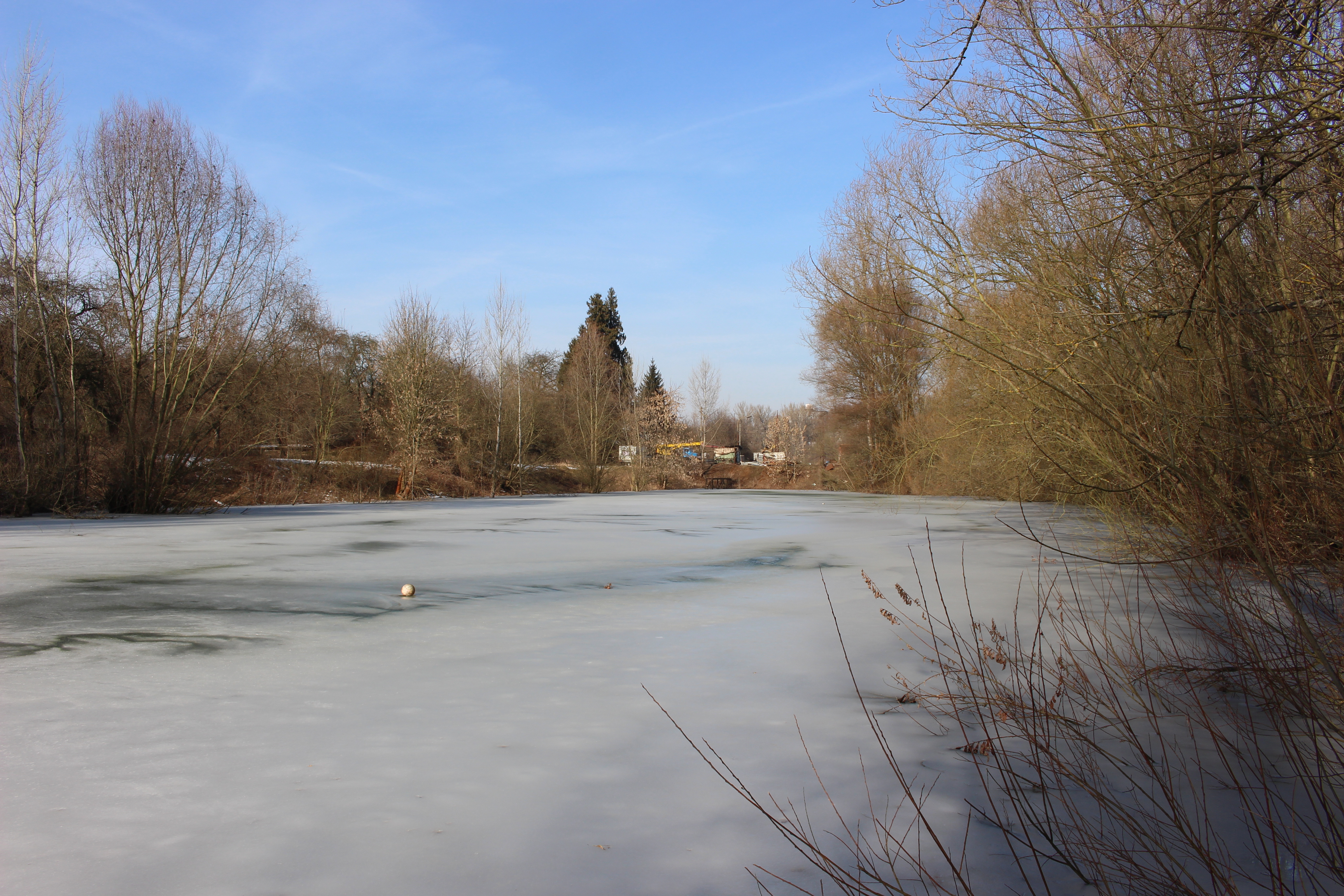
Pozůstatek horního plavebního kanálu
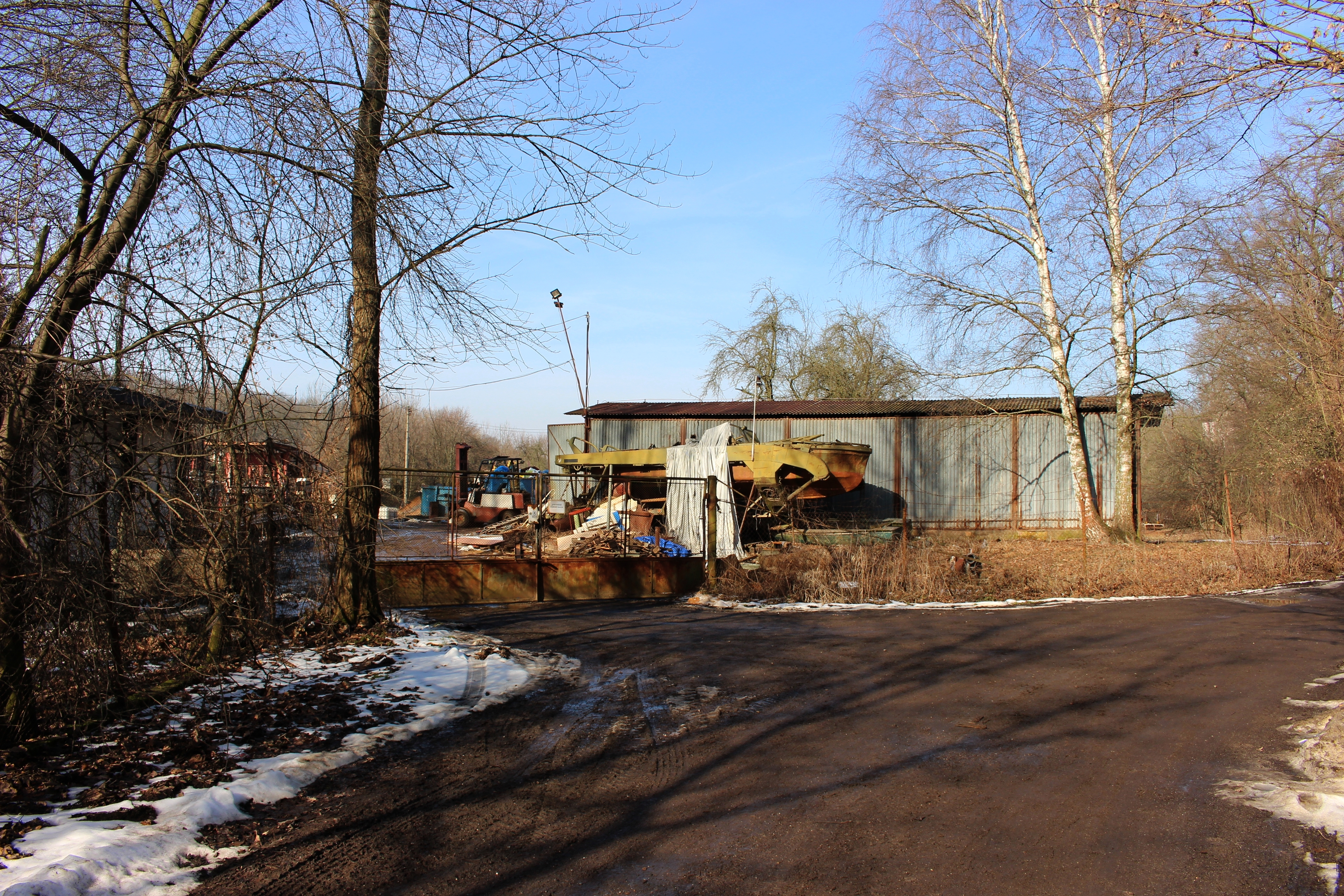
Vjezd do areálu doku
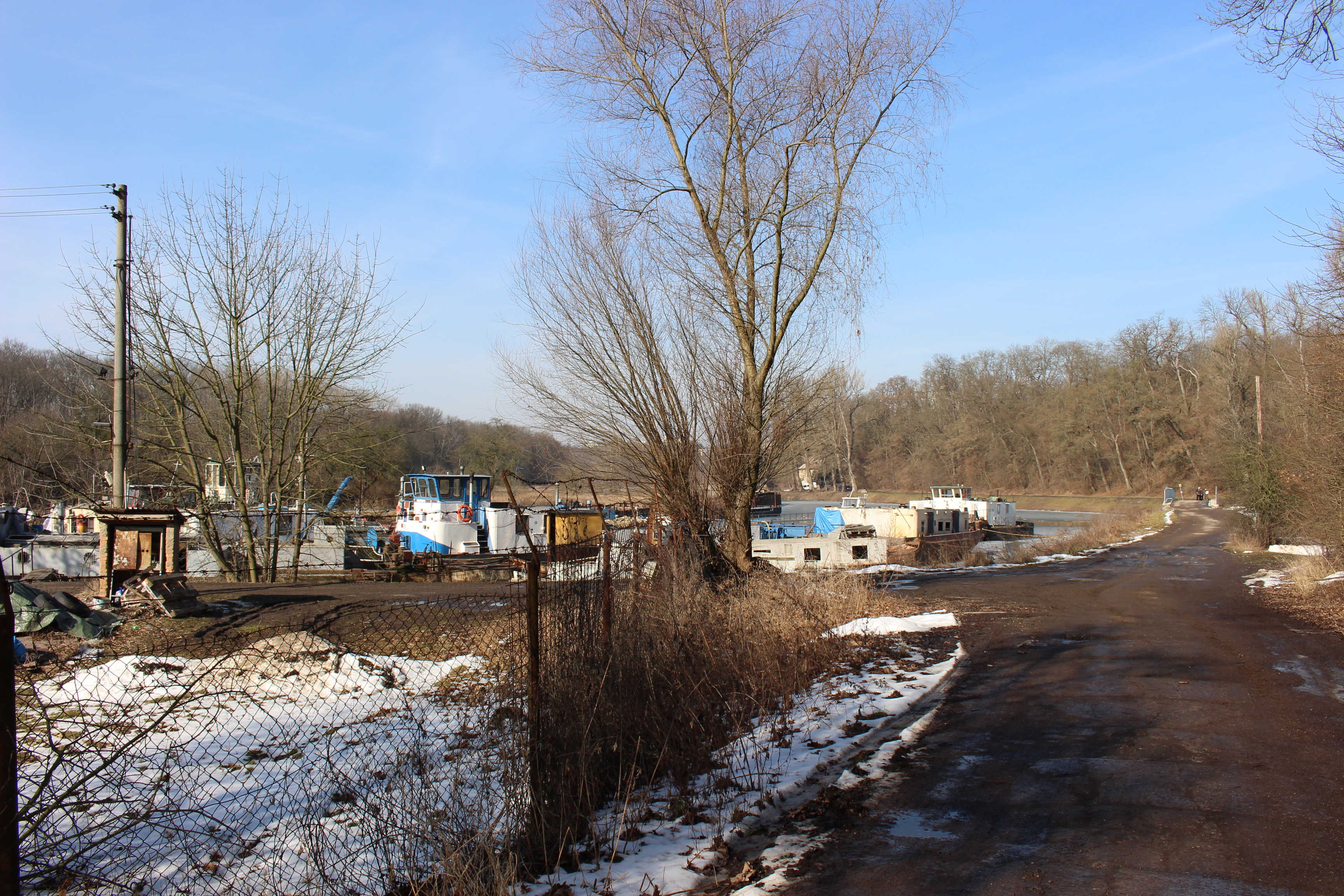
Přístav
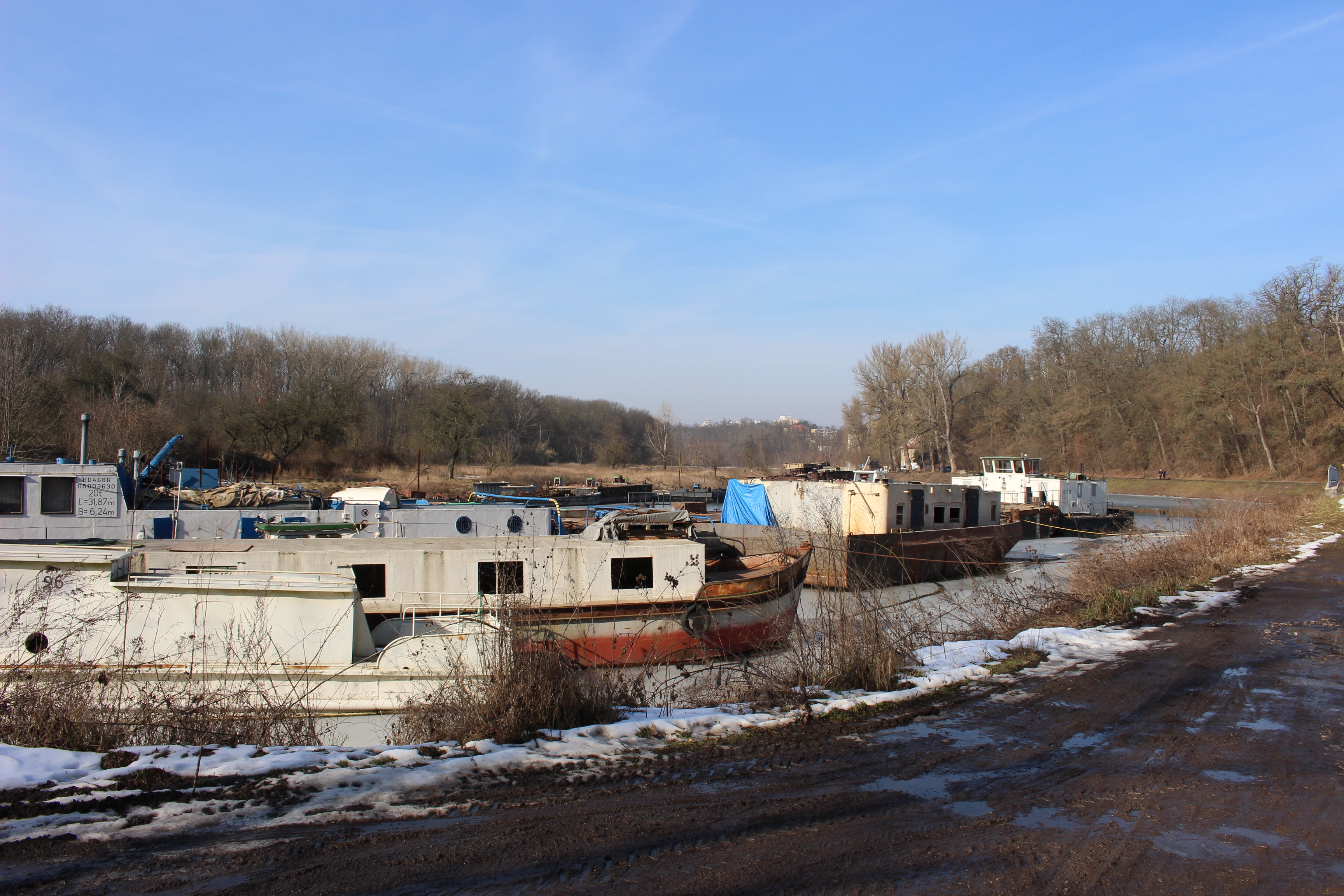
Lodě v přístavu
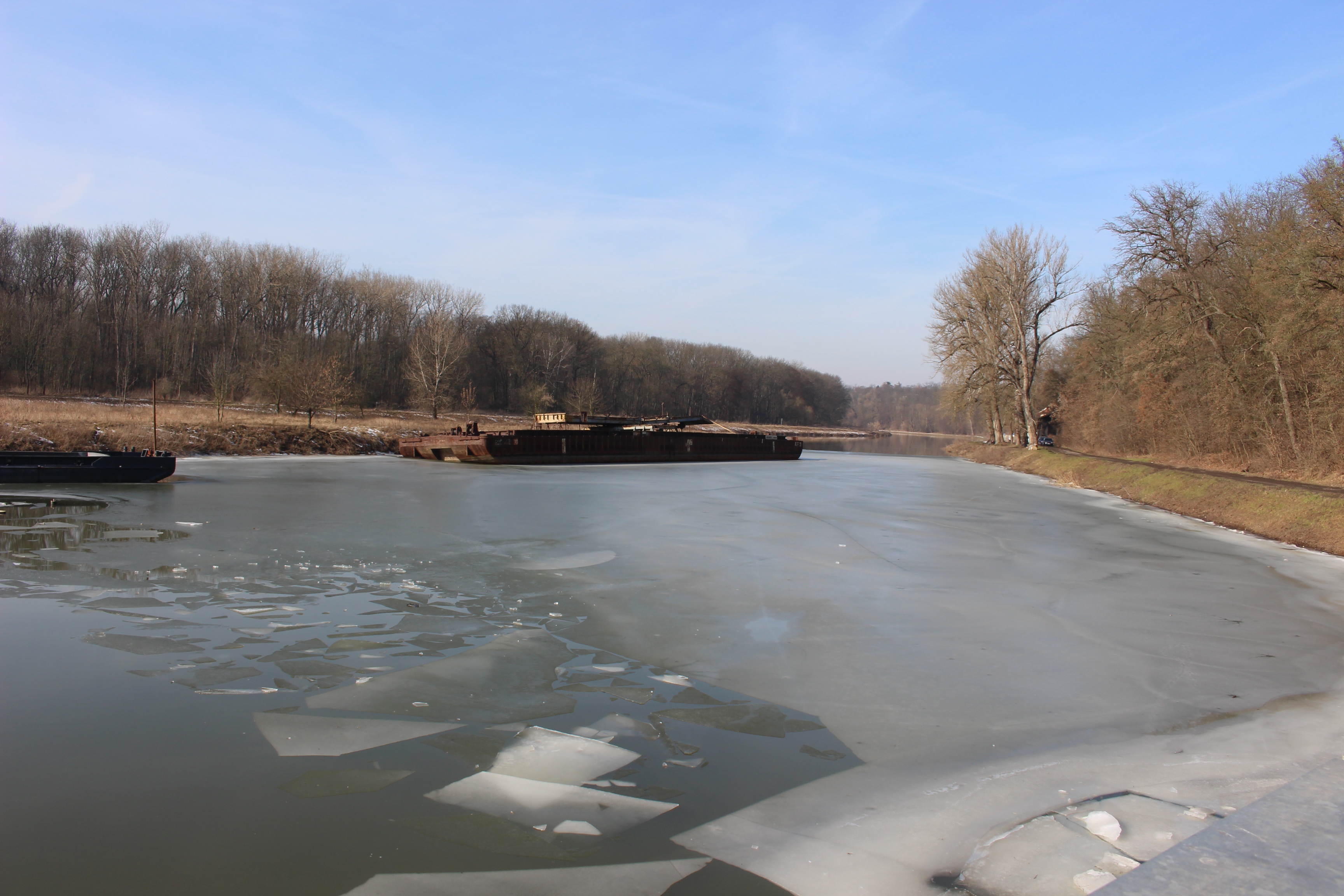
Lodě v přístavu